# Emma Brenner-Kron
Emma Brenner-Kron (Muttenz, 18 augustus 1823 - Bazel, 29 juli 1875) was een Zwitserse schrijfster.

## Biografie
Emma Brenner-Kron was een dochter van Georg Martin Kron, een farmaceut en chemicus die afkomstig was uit Weiden in der Oberpfalz in Beieren en die later naar Bazel was verhuisd, en van Emma Merian. Na haar schooltijd in Bazel huwde ze in 1845 met Karl Johann Brenner. Vanaf 1852 correspondeerde ze met Jacob Burckhardt, die haar literaire mentor zou worden en die ze in 1854 voor het eerst zou ontmoeten. Na haar historische roman Lorbeer und Cypresse uit 1864 over de onafhankelijkheidsstrijd van Polen, begon ze zonder twijfel onder invloed van Burckhardt gedichten te schrijven in het dialect van Bazel (Bilder aus dem Basler Familienleben, 1867 en heruitgegeven in 1901). Met een delicate humor wist ze daarin de charmes van haar thuisstad te tonen. Ze was goed bevriend met de schrijvers Gottfried Keller, Heinrich Leuthold en Hans Christian Andersen.

## Werken
- (de)  Lorbeer und Cypresse, 1864.
- (de)  Bilder aus dem Basler Familienleben, 1867.